# Livre de l'Amdouat
L'Amdouat qui signifie en ancien égyptien, « ce qu'il y a dans la Douât » (c'est-à-dire dans le monde souterrain), est un important texte religieux funéraire de l'Égypte antique plus connu sous le nom de Livre de l'Amdouat, Livre de la salle cachée ou encore Livre des demeures secrètes.

## Description

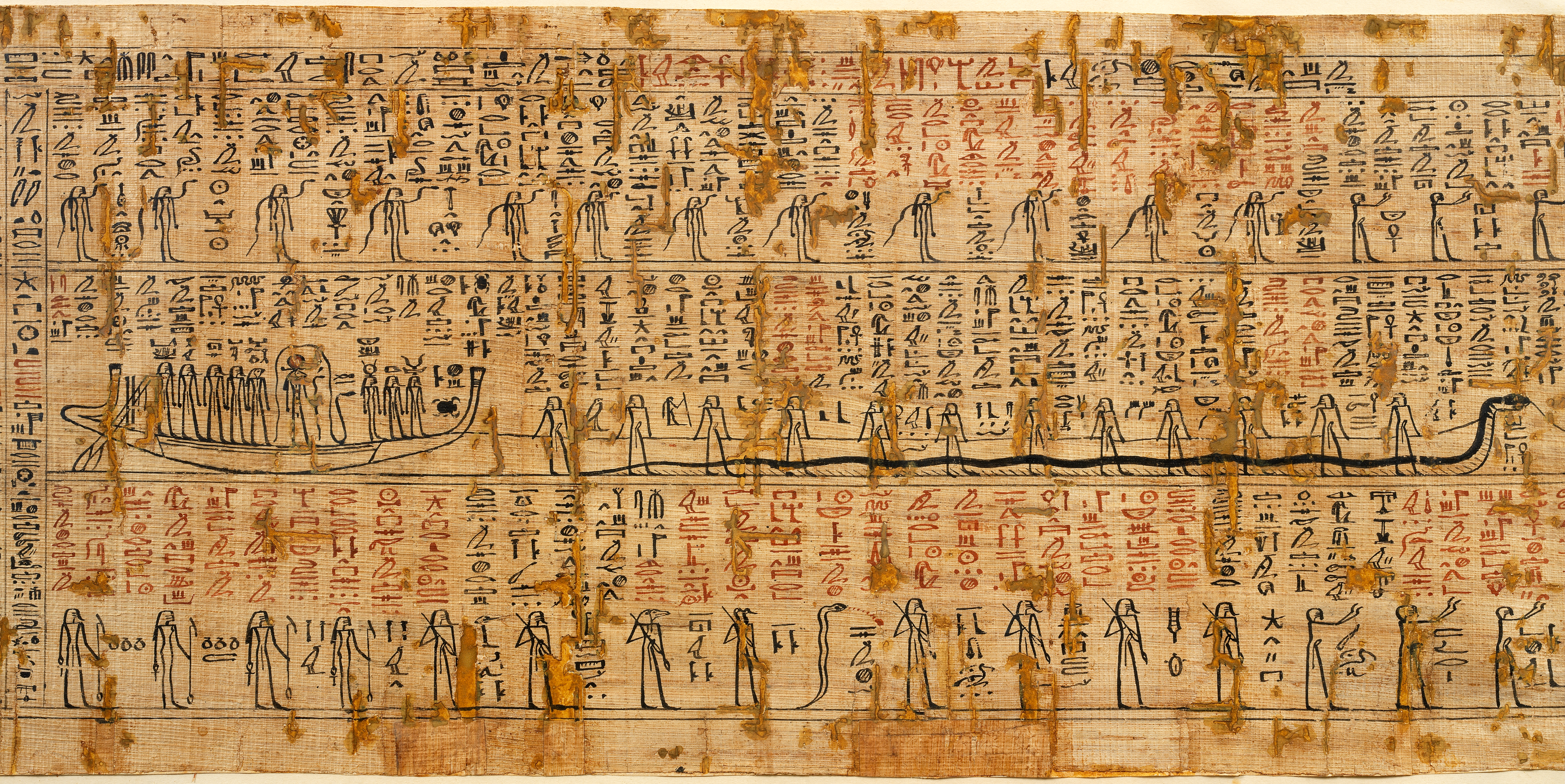
Livre de l'Amdouat, papyrus. Thèbes, entre 1076 et 722 av. J.-C.

L'Amdouat apparut dans les tombes thébaines de la vallée des Rois du début de la XVIIIe dynastie (Nouvel Empire), vers -1470. Comme de nombreux textes funéraires, il fut écrit dans la tombe en référence au défunt. Par contre, il était, contrairement aux autres textes funéraires, réservé aux nobles et aux pharaons.
L'Amdouat conte l'histoire du dieu Rê, dieu du soleil, parcourant le monde d'en dessous, le monde de la nuit quand le soleil se couche à l'ouest et jusqu'à ce qu'il renaisse à l'est. Le texte prépare le pharaon à suivre un tel voyage, pour ne faire qu'un avec le soleil et devenir, à terme, immortel.
Le monde d'en dessous est divisé en douze heures de la nuit, chacune comportant des alliés ou des opposants à l'immortalité du pharaon prétendant ; des centaines de monstres et de dieux menant une lutte acharnée. L'Amdouat donne le nom de centaines de divinités susceptibles d'aider le pharaon, qui pourra ainsi les appeler pour vaincre ses ennemis.
La version complète la plus ancienne de L'Amdouat fut exhumée de la tombe KV34, dans la vallée des Rois, celle de Thoutmôsis III, mort vers -1425.

### Traductions
- Le Livre de l'Amdouat, trad. François Schuler, José Corti, 2005, 309 p.
- Claude Carrier, Le Livre de l'Amdouat du Papyrus T.71 de Leyde, Cybèle, 2011, XVII-190 p.
- Jean-Yves Barré, Pour la survie de Pharaon : Le texte funéraire de l'Amdouat dans la tombe de Thoutmôsis III, Errance, 2003, Cédérom + 62 (lire en ligne)

### Études
- Paul Barguet, « L'Am-Douat et les funérailles royales », Revue d'égyptologie, vol. 24, 1972.
- Fernand Schwarz, Initiation aux livres des morts égyptiens, Albin Michel, 1988.
- Jan Assmann, Maât, l'Égypte pharaonique et l'idée de justice sociale, chap. IV, Julliard, 1989.
- Abdel-Aziz Fahmy Sadek, Contribution à l'étude de l'Amdouat. Les variantes tardives du « Livre de l'Amdouat » dans les papyrus du Musée du Caire, Fribourg, Universitätsverlag ; Göttingen, Vandenhoeck & Ruprecht, 1985.